# Performance Rating

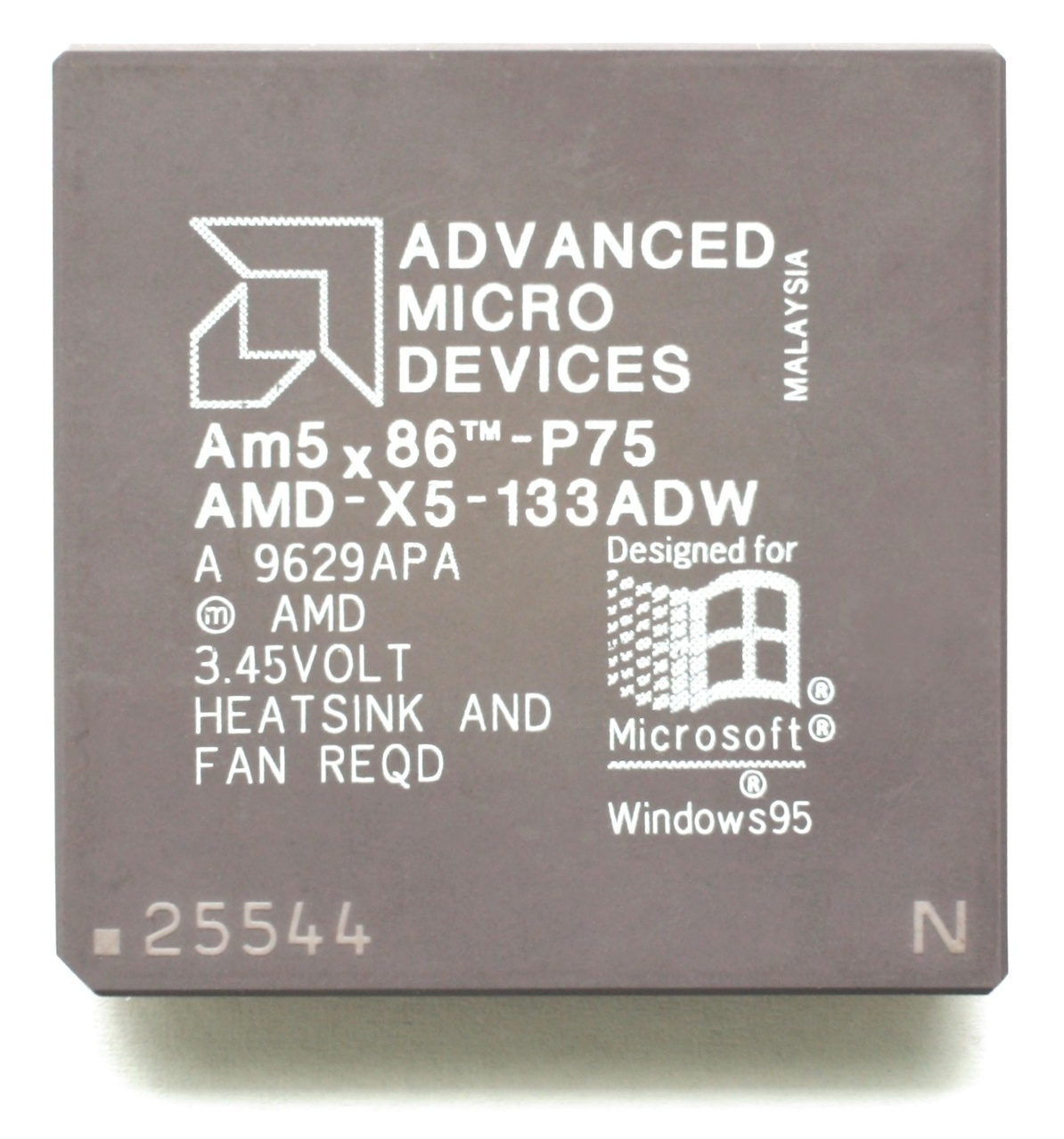
Am5x86-P75

Le Performance Rating ou PR était un système utilisé à partir de 1996 par AMD, afin d'affirmer que son processeur AMD 5x86 était plus rapide qu'un Pentium tournant à 75 MHz. La désignation "PR75" a été ajoutée à la puce pour désigner cette capacité. 
Les lettres PR sont souvent attribuées à tort à "Pentium Rating", du fait que le PR est souvent utilisé pour mesurer la performance par rapport à un processeur Pentium d'Intel. 
Cyrix a également adopté le système de PR pour sa ligne de processeurs 6x86 et 6x86MX. Ces processeurs sont capables de gérer des applications d'entreprise sous Microsoft Windows plus rapidement que le Pentium d'une même fréquence d'horloge, de sorte que Cyrix attribuait à ses puces une ou deux classes de vitesse supérieure à sa vitesse d'horloge réelle. AMD a fait de même avec certaines versions de ses processeurs K5, mais a abandonné le système quand il a présenté le K6.